# Les Grandes Heures d'Anne de Bretagne
Les Grandes Heures d'Anne de Bretagne est un livre d'heures, commandé par la reine Anne de Bretagne à l'enlumineur Jean Bourdichon, dans les premières années du XVIe siècle. Il est conservé au département des Manuscrits de la Bibliothèque nationale de France à la cote Ms lat. 9474.

## Historique
Une quittance datée du 14 mars 1508 indique que la reine Anne de Bretagne octroie au peintre Jean Bourdichon la somme de 1050 livres tournois versée en six cents écus d'or pour avoir « richement et sumptueusement historié et enlumyné unes grand heures pour nostre usage et service ». Ce document a permis d'attribuer ce manuscrit au peintre tourangeau. Ce manuscrit a été un temps attribué à Jean Poyer, sur la base de plusieurs paiements datés de 1497 pour des petites heures à l'usage de Rome qui renvoient en réalité à un manuscrit dont on ne conserve qu'un feuillet à la Free Library de Philadelphie (Lewis M.11:15a). Un autre paiement daté de 1518 a aussi été rapproché des Grandes Heures mais correspond plutôt aux Heures Holford actuellement partiellement conservées au Morgan Library and Museum (Ms.M.732). Ce paiement indique que pour un manuscrit presque équivalent, Jean Bourdichon a travaillé plus de quatre années, ce qui a permis de déterminer qu'il aurait travaillé au manuscrit des Grandes Heures de 1503 à 1508.
À la mort de la reine, le manuscrit entre probablement ensuite en possession de sa fille Claude de France qui épouse François Ier en 1514. Après son décès en 1524, il est possible qu'il soit conservé au sein du cabinet privé des rois de France. Il y reste peut-être jusqu'au règne de Louis XIV au château de Versailles, où il reçoit son actuelle reliure en 1684. Il est encore présent dans ce cabinet des curiosités du roi en 1722, date à laquelle il y est consulté par Antoine de Jussieu, au premier étage du corps central du palais. En 1775, il est mentionné dans la bibliothèque nouvellement aménagée sur place pour Louis XVI. Pendant la Révolution française, il est transféré à la Bibliothèque nationale le 13 juillet 1795 avec quatre autres manuscrits.

## Description
L'ouvrage, de 30,5 cm par 20 cm, est constitué de 238 folios en latin dont 49 grandes miniatures en pleine page et 337 enluminures marginales.

### Organisation du manuscrit
| Chapitre                                                                     | Numéros des feuillets | Nombre de miniatures | Exemple de miniature             |
| ---------------------------------------------------------------------------- | --------------------- | --- | -------------------------------- |
| Calendrier                                                                   | folios 4-15v          | 12 miniatures de marges précédées d'une page héraldique et d'un diptyque sur un bifolio (Vierge de pitié devant Anne de Bretagne) | Mois de Janvier                  |
| Péricopes des évangiles                                                      | folios 16v.-25v.      | Les quatre évangélistes : Jean (16v.), Luc (19v.) Matthieu (21v.) et Marc (24v.) | Saint Jean                       |
| Heures mixtes de la Vierge, de la Croix et du Saint-Esprit à l'usage de Rome | folios 26v.-90v.      | 9 miniatures (Annonciation, 26v. ; Visitation, 36v. ; Crucifixion, 47v. ; Pentecôte, 49v. ; Nativité, 51v. ; Annonce aux bergers, 58v. ; Adoration des mages, 64v. ; Présentation au temple, 70v. ; Fuite en Égypte, 76v.) | Annonciation                     |
| Psaumes de la pénitence                                                      | folios 91v.-101v.     | 1 miniature (David, 91v.) | David                            |
| Litanies et prières                                                          | folios 102-110v.      | pas de miniatures |                                  |
| Office des morts                                                             | folios 111v.-154v.    | 2 miniatures (Résurrection de Lazare, 111v. ; Job, 119v.) | Résurrection de Lazare           |
| Suffrages des saints                                                         | folios 155v.-212      | 23 miniatures (Trinité, 155v. ; Sainte Famille, 159v. ; saint Michel, 163v. ; saint Raphaël, 165v. ; saint Gabriel, 167v. ; apôtres, 169v. ; martyrs, 171v. ; saint Côme et saint Damien, 173v. ; saint Sébastien, 175v. ; dix milles martyrs, 177v. ; saint Pierre martyr, 179v. ; confesseurs, 181v. ; saint Nicolas, 183v ; saint Lifar, 185v ; saint Antoine de Padoue, 187v ; saint Martin, 189v ; saint Hubert, 191v ; saint Antoine, 193v ; vierges, 195v ; sainte Anne, 197v. ; sainte Ursule, 199v ; sainte Madeleine,201v ; sainte Catherine, 203v ; sainte Marguerite, 205v ; sainte Hélène, 207v ; saints, 209v ; reliques de la couronne du Christ, 211v.) | Trinité                          |
| Oraisons                                                                     | folios 212v.-226      | 3 miniatures (Sainte Famille au Christ endormi, 215v. ; Vierge à l'Enfant avec ses parents, 218v. ; Vierge orante, 222v.) | Sainte Famille au Christ endormi |
| Passion selon saint Jean suivie d'une oraison                                | folios 227v.-237v.    | 1 miniature (Baiser de Judas, f.227v.), suivi d'une page héraldique | Baiser de Judas                  |

Il manque une miniature probablement découpée, entre les folio 84 et 85, qui devait probablement représenter le couronnement de la Vierge au début des complies. Deux miniatures traditionnelles des livres d'heures sont également absentes mais n'ont sans doute jamais été peinte : celles des suffrages de la Trinité et de la Vierge de pitié.

### Texte du manuscrit
Le texte est presque entièrement en latin, sauf les oraisons qui alternent le français et le latin. Les heures de la Vierge, l'office des morts et les litanies sont à l'usage de la liturgie romaine. Le calendrier contient des saints de diverses origines : tourangeaux (Gatien, Brice, Martin) et bretons (saint Yves). Le nom de sainte Anne est écrit en lettre d'or, comme dans les litanies et est placé en tête des vierges et martyres dans les listes des suffrages notamment. Les prières sont généralement rédigées au féminin, sauf Obsecro Te et O interamata qui sont rédigées au masculin - sans doute en raison du modèle utilisé par le copiste - et placées à la fin de l'ouvrage et non au début comme en temps habituel,.

### Décorations de marges

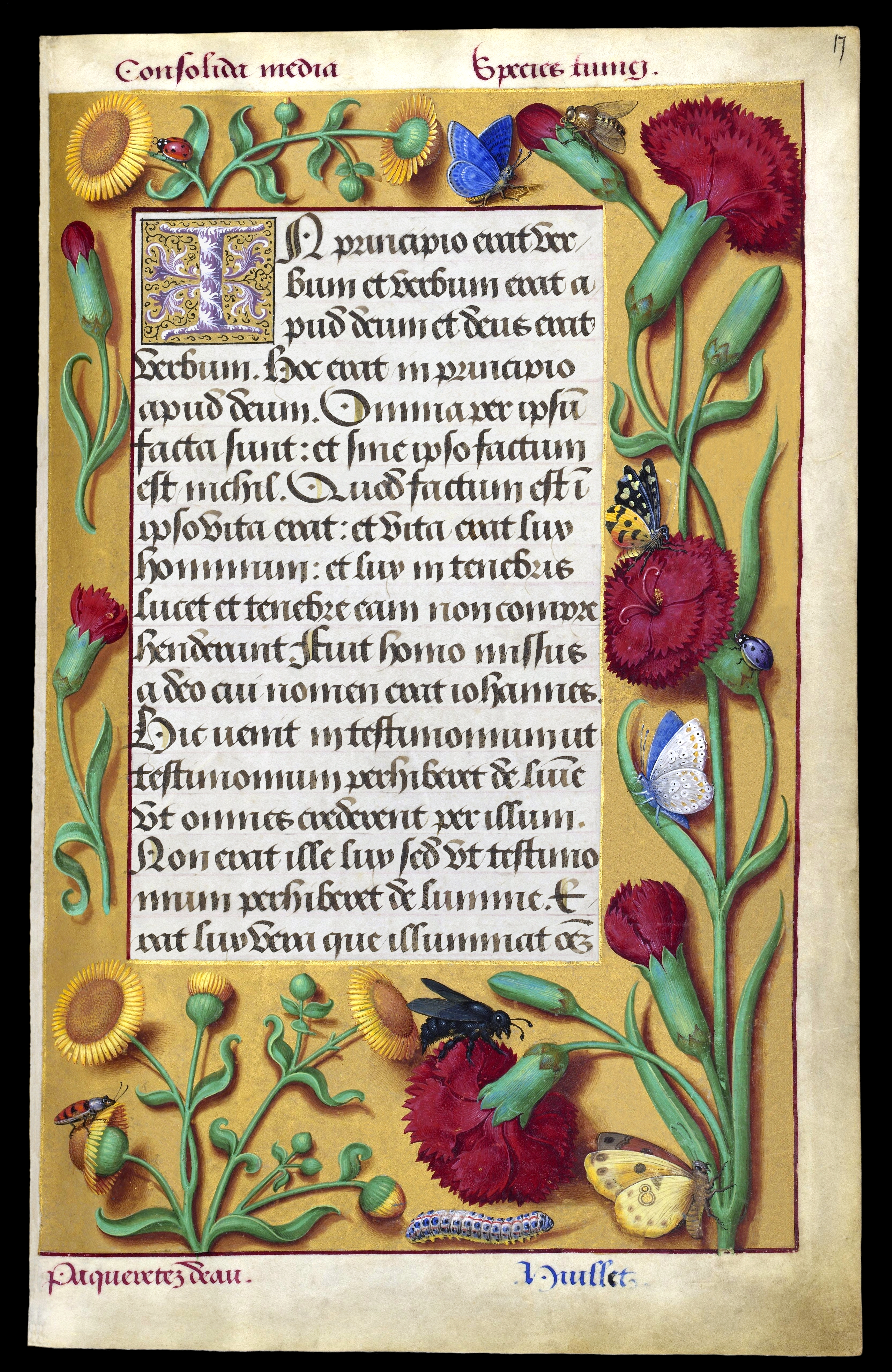
Début de l'Évangile selon saint Jean : paquerette d'eau et huillet.

Il est remarquable par le travail d'enluminure de chaque marge de page, sur lesquelles figure la représentation réaliste sur fond doré de plus de 300 plantes légendées en latin (en haut de la page, en rouge) et en français (en bas, en bleu). On y trouve des fleurs, cultivées ou sauvages, des arbustes, quelques arbres, et une grande diversité d'insectes et de petits animaux de la campagne. Ces représentations sont souvent très réalistes, à quelques exceptions. Cependant, les noms latins sont très souvent fantaisistes ou directement tirés du français. Les insectes représentés sont des papillons de jour et de nuit, libellules, sauterelles, chenilles, coccinelles, mouches, abeilles charpentières, grillons, perce-oreille, bourdons, gendarmes, lucanes. Les petits animaux représentés sont des serpents, lézards, orvets, grenouilles, tortues, écureuils, escargots, lapins, singes, araignées. Cependant, aucun oiseau n'est représenté, contrairement à de nombreuses décorations de marges médiévales.
Se pose la question des sources utilisées par Bourdichon. L'enluminure ganto-brugeoise de cette époque utilise déjà couramment ces décorations faites de fleurs sur fond de couleur ou doré. Mais il s'agit généralement de représentations stéréotypées. François II de Bretagne, le père d'Anne, possédait un tel manuscrit, les Heures de Saint-Pol-de-Léon (BNF, Lat.1385). Des cahiers de modèles de dessins de fleurs, fruits et arbres ont circulé à l'époque, comme en témoigne le cahier de modèles, conservé au Metropolitan Museum of Art (Inv.2019.197), peint vers 1510-1515 par le Maître de Claude de France, artiste formé par Bourdichon. Il est aussi probable que ce dernier est peint sur le motif, reprenant des espèces présentes dans les jardins du château de Blois à l'époque mais aussi dans la campagne tourangelle.

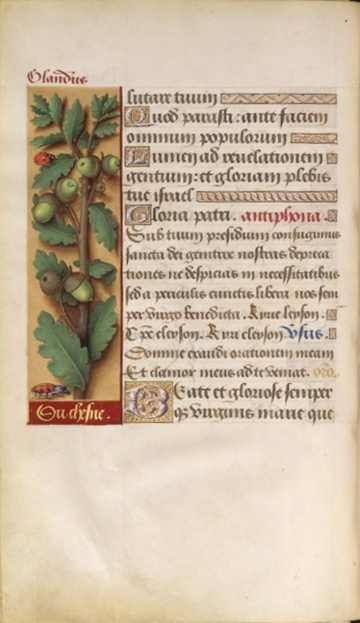
Le Chêne, avec coccinelle.
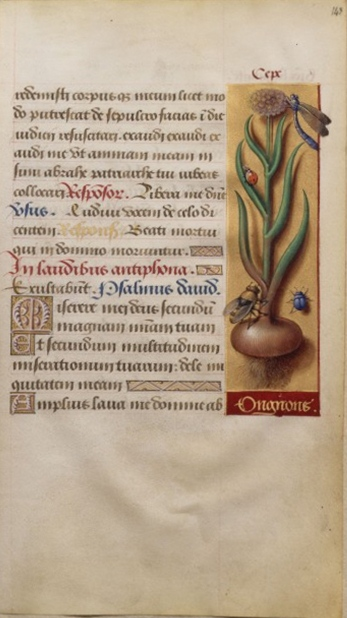
Oignon, avec mouche et libellule.
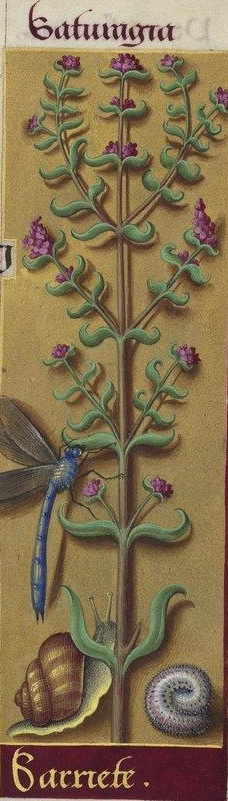
Sarriette, avec libellule, escargot et chenille.
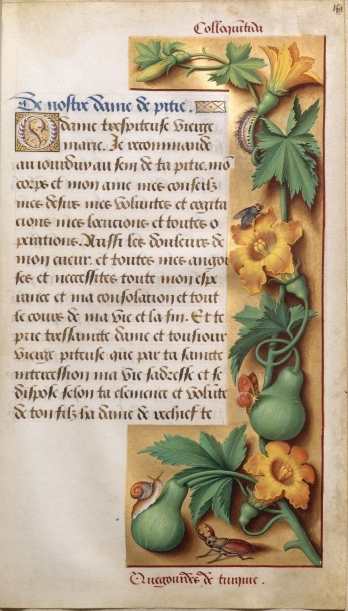
Courge avec lucane, mouche, escargot, chenille et papillon.

Enfin, certaines associations de plantes à des scènes représentées dans les miniatures en face ont un rôle symbolique : le lys blanc et la rose rouge pour la pureté de la Vierge de l'Annonciation ; le chardon, évoquant la future passion du Christ face à la fuite en Égypte ; les noisettes, symbole de la sagesse face à David ; les prunes, symboles du renouveau face à la Résurrection de Lazare ou encore les pommes, symboles du rachat du péché originel par le Christ, en face de l'Adoration des mages.

### Reliure
La reliure d'origine a disparu. L'analyse du manuscrit lors d'une restauration en 2015 a permis de retrouver des traces de bois de hêtre ayant été utilisé pour cette reliure originelle. Elle devait peut-être recouverte de velours cramoisi comme de nombreux ouvrages présents dans la bibliothèque royale à cette époque et décoré de fleur de lys et de cordelières. La reliure actuelle, datée de 1684, est faite de galuchat noir (à base de squale, roussette ou raie). Il s'agit de l'une des toutes premières reliures faites dans cette matière à cette époque. Le dos a été remplacé à la fin du XIXe ou début du XXe siècle et restauré par un maroquin noir imitant le galuchat lors de la restauration de 2015 intégrant le titre du XVIIe siècle. Les fermoirs en argent doré datent également de la reliure de 1684 mais imitent peut-être ceux du XVIe siècle, marqués du chiffre de la reine. Les contregardes sont faites en papier gaufré ornés de guirlandes végétales colorées sur fond doré, probablement originaires du sud de l'Allemagne. Les miniatures sont enfin protégées pour la plupart de serpentes faites de papier vergé datées également du XVIIe siècle.

## Postérité et publications
Trois livres d'heures réalisés par Jean Bourdichon et son atelier sont directement inspirés par les miniatures des Grandes Heures, leurs destinataires restant inconnus : 
- Heures Holford (Morgan Library and Museum, M.732)[14] : elles reprennent les mêmes décorations de marge avec les mêmes plantes. Les miniatures, légèrement différentes, comportent des encadrements architecturaux ;
- Heures Rothschild (Waddesdon Manor, Inv.3020)[15] : contient des bordures ornées de fleurs et des miniatures ressemblantes mais avec également des encadrements architecturaux ;
- Heures Gardner (Musée Isabella-Stewart-Gardner, 6TI)[16] : sans décors dans les marges, avec des miniatures similaires mais avec des encadrements architecturaux[17].

Ce livre d'heures a été édité au XIXe siècle en huit cent cinquante exemplaires avec reproductions des enluminures originales en lithographies en couleur. Un autre facsimilé a été édité en 2008 à 987 exemplaires numérotés reproduisant Les Grandes Heures dans leur intégralité. Il a été exposé une dizaine de fois depuis la Seconde Guerre mondiale.
Les marges décorées de plantes ont attiré l'attention des naturalistes, dès le XVIIIe siècle avec Antoine de Jussieu qui a présenté un mémoire sur le sujet le 14 novembre 1722 devant l'Académie des sciences et critiqué certaines descriptions. C'est ensuite le botaniste Joseph Decaisne qui décrit les plantes présentes dans le manuscrit à l'occasion de la parution du facsimilé en 1861, puis Jules Camus dans une publication datée de 1894.
Le livre d'heures fait partie des « 105 œuvres décisives de la peinture occidentale » constituant le musée imaginaire de Michel Butor.

#### Facsimilés
- Abbé Delaunay, Le Livre d'heures de la Reine Anne de Bretagne, Paris, L. Curmer, 1861, 475 p. (lire en ligne) [lire en ligne]
- Grandes heures d'Anne de Bretagne, Barcelone, M. Moleiro Editor, 2014, 476+400 pages,  (ISBN 978-84-96400-99-3) [présentation en ligne].

#### Études
- Jules Camus, « Les noms des plantes du Livre d'Heures d'Anne de Bretagne », Journal de Botanique, t. 8, nos 19-23,‎ 1894, p. 325-336, 345-352, 366-375, 396-401 (lire en ligne)
- Léopold Delisle, Les Grandes heures de la reine Anne de Bretagne et l'atelier de Jean Bourdichon, E. Rahir, 1913, 122 p. (lire en ligne)
- Victor Leroquais, Les Livres d'heures manuscrits de la Bibliothèque nationale, t. I, 1927 (lire en ligne), p. 298-305 (no 144)
- (en) D. Macgibbon, Jean Bourdichon : a court painter of the fifteenth century, Glasgow, R. MacLehose, 1933
- François Avril et Nicole Reynaud, Les manuscrits à peintures en France, 1440-1520, BNF/Flammarion, 1993, 439 p. (ISBN 978-2080121769), p. 297-300 (notice 164)
- Michèle Bilimoff, Promenade dans des jardins disparus : Les plantes au Moyen Âge d'après les Grandes Heures d'Anne de Bretagne, éditions Ouest-France, 2001, 143 p. (ISBN 9782737338700)
- (en) Diane E. Booton, « The Book Trade in and beyond the Duchy of Brittany during the Reign of Anne de Bretagne », dans Cynthia J. Brown, The Cultural and Political Legacy of Anne de Bretagne. Negotiating Convention in Books and Documents, Cambridge, D.S. Brewer, 2010 (lire en ligne), p. 11-27
- Maxence Hermant (dir.), Trésors royaux : La bibliothèque de François Ier, Rennes, Presses universitaires de Rennes, 2015, 320 p. (ISBN 978-2-7535-4185-6), notice 84
- Maxence Hermant, « Les Grandes Heures d'Anne de Bretagne », Art de l'enluminure, Faton, no 75,‎ décembre 2020, p. 4-61